# Giacomo Pacchiarotti
Giacomo Pacchiarotti, italijanski slikar, * 1474, † 1540.